# 대한민국 형사소송법 제284조
대한민국 형사소송법 제284조는 인정신문에 대한 형사소송법의 조문이다.

## 조문
제284조(인정신문)재판장은 피고인의 성명, 연령, 등록기준지, 주거와 직업을 물어서 피고인임에 틀림없음을 확인하여야 한다.  <개정 2007.5.17.>

## 참고 문헌
- 손동권 신이철, 새로운 형사소송법(초판, 2013), 세창, 2013. ISBN 9788984114081